# Стоянка Кръстенова
Стоянка Димитрова Кръстенова е български политик от БКП.

## Биография
Родена е на 11 май 1935 г. в Пазарджик. През 1959 г. завършва за инженер-механик в СССР. След това започва работа в Окръжната проектантска организация в Пазарджик и МЕТ „Христо Велков“. Известно време работи в Районната проектантска организация в Пловдив. От 1962 г. е член на БКП. От юли 1971 до януари 1973 г. е председател на Изпълнителния комитет на Градския народен съвет на Пазарджик (кмет). По времето на мандата ѝ са открити 4 почивни бази за ученици – Превала, Куртлуджа, Мухово и Добра вода. От 4 април 1981 до 13 декември 1988 г. е кандидат-член на ЦК на БКП, а от 13 декември 1988 до 1990 г. е член на ЦК на БКП. През 80-те години е секретар по идеологическите въпроси на Окръжния комитет на БКП в Пазарджик. Била е председател на Областния народен съвет на Пловдив. На XIV извънреден конгрес на БКП/БСП през януари 1990 г. е избрана за част от Висшия съвет на партията.